# Concord (casta de uva)
Concord é uma casta de uva da espécie Vitis labrusca. É bem resistente a doenças, porém não se adapta bem a climas tropicais. Apresenta frutos azul-escuros. Apresenta elevada produtividade e pode suportar os rigorosos invernos do Canadá e do nordeste dos Estados Unidos.

## História
Foi criada em 1849 por Ephraim Bull na cidade de Concord, no estado de Massachusetts, nos Estados Unidos.

## Utilização
É utilizada na produção de vinhos, sucos, doces, geleias e tortas. Com ela, se produz a geleia utilizada no tradicional sanduíche estadunidense de pasta de amendoim com geleia. A concord é considerada a casta de uva mais indicada para a produção de sucos, sendo que estes possuem uma quantidade excepcionalmente alta de substâncias benéficas para a saúde, como o resveratrol e flavonoides, além de provocarem um benéfico relaxamento das artérias devido ao estímulo ao aumento da produção de óxido nítrico pelas células endoteliais por um período superior a seis horas, período este superior ao efeito dos vinhos. 
É muito utilizada na produção de vinhos religiosos (como o vinho kosher judaico) e para adicionar volume a outros vinhos.